# Siedenburg
Siedenburg – miasto (niem. Flecken) w Niemczech, w kraju związkowym Dolna Saksonia, w powiecie Diepholz, siedziba gminy zbiorowej Siedenburg.